# John Hughes (filmrendező)
John Wilden Hughes, Jr. (Lansing, Michigan, 1950. február 18. – New York, 2009. augusztus 6.) amerikai filmrendező, forgatókönyvíró és producer.
A tinédzserfilmek királyaként ismert Hughes szárnyai alól olyan színészek kerültek ki, mint Michael Keaton, Bill Paxton, Matthew Broderick, John Candy, Molly Ringwald vagy a Brat Pack-ként emlegetett feltörekvő, fiatal színészek.

## Fiatalkora és családja
1950. február 18-án született Lansingban. Anyja önkéntes volt egy segélyszervezetnél, apja, idősebb John Hughes pedig kereskedelmi alkalmazottkéntr dolgozott. Tizenkét éves koráig Grosse Pointe-ban élt. Egy interjúban önmagát csendes gyerekként jellemezte.
|  | „Olyan környéken nőttem fel, ahol inkább lányok és öreg emberek éltek. Nem igazán voltak korombeli fiúk, ezért sok időt töltöttem egymagamban, elképzelve dolgokat. Amint kezdtük megszokni valahol, elköltöztünk. A hetedik osztályban életem kezdett jó lenni, aztán elköltözünk Chicagóba. Egy nagy középiskolába kerültem, ahol senkit sem ismertem. Aztán jött a Beatles, és megváltoztatta az egész életem. Amikor Bob Dylan Bringing It All Back Home című lemeze megjelent, nagyon megváltoztam. Csütörtökön egy személy voltam, pénteken már egy másik. Dylan, John Lennon és Picasso voltak a hőseim, mert mindegyikük egy adott művészeti ágat előrébb vittek, és amikor egy olyan pontra értek, hol jól érezték magukat, mindig továbbléptek.” |
|  | |

1963-ban Hughes családja Northbrookba, Chicago egyik külvárosába költözött, ahol apja tetőfedő anyagokat árult. A Glenbrook North középiskolába járt, és az ott eltöltött évek inspirálóan hatottak későbbi filmjeire.

## Pályafutása
Miután kirúgták az Arizonai Egyetemről (University of Arizona), befutott humoristáknak (Rodney Dangerfield, Joan Rivers) kezdett vicces szövegeket írni. 1970-ben, vicceit felhasználva a chicagói Needham, Harper & Steers reklámcégnél, majd 1974-ben a Leo Burnett Worldwide reklámügynökségénél dolgozott szövegíróként. Ezalatt az idő alatt készítette az Edge borotvahab híressé vált bankkártyás borotválkozós tesztjéről szóló reklámot.
Amikor a Virginia Slims cigarettamárka kampányával bízták meg gyakran utazott New Yorkba, a Philip Morris székhelyére. New York-i útja alkalmat adtak arra, hogy meglátogassa a National Lampoon humormagazin irodáit is. Amikor megírt egy gyerekkori családi nyaralás által ihletett történetet, a magazin munkatársává választották. A „Vakáció '58” című történetéből készült később a Családi vakáció című film. A Lampoonban megjelent egyéb művei mellett az áprilisi tréfának íródott „Az én péniszem” és „Az én vaginám” című történetekben már kirajzolódott Hughes érzékenysége a kamaszok életének jellemzőire és beszédmódjára.
Első forgatókönyvét (Haláli buli) a magazin munkatársaként írta, azonban ez a film nem vált sikeressé. Következő forgatókönyve, az 1983-as Családi vakáció sikerének köszönhetően a Lampoon újra visszakerült a filmgyártás térképére.
Rendezői debütálása, a Tizenhat szál gyertya 1984-es bemutatása szinte csak dicséretet kapott. Ebben annak is szerepe volt, hogy a felső középosztálybeli középiskolások életét őszintébben mutatta be, mint az 1982-es Malackodók-ból inspirálódó korabeli tinédzserfilmek. A Tizenhat szál gyertya volt az első a középiskolai életről szóló Hughes-filmek sorában.
Hogy elkerülje a tinifilmek rendezőjeként való beskatulyázást, 1987-ben megrendezte a bombasikerű Repülők, vonatok, autók című filmet, melynek főszereplői Steve Martin és John Candy voltak. Későbbi rendezései már nem bizonyultak annyira sikeresnek, de a Belevaló papapótló viszonylag népszerű volt. Pénzügyileg legsikeresebb filmje a Reszkessetek, betörők!, melyet forgatókönyvíróként és producerként is jegyzett. 1990 legjövedelmezőbb filmje volt, és azóta is minden idők legsikeresebb élőszereplős vígjátékának számít. Rendezőként utolsó filmje az 1991-es Huncutka volt.
Forgatókönyveket is írt Edmond Dantès álnév alatt, mely nevet Alexandre Dumas Monte Cristo grófja című regényének főhősétől kölcsönzött. Edmond Dantès álnév alatt írta többek között az Álmomban már láttalak és a Fúrófej Taylor című filmeket.
1994-ben visszavonult a nyilvánosságtól és visszaköltözött Chicago környékére. Jelentősen megviselte John Candy az évben történt hirtelen halála. Vince Vaughn, Hughes egyik barátjának elmondása szerint: „Sokat beszélt arról, mennyire szerette volna, ha John Candy tovább él. Azt gondolom, hogy akkor John több filmet rendezett volna.” A következő években Hughes ritkán adott interjúkat, kivéve néhányat 1999-ben, amikor az általa írt, A szerelem rabja (Fogda bújócska) című film zenei albumát népszerűsítette. Az albumot fia, John Hughes III állította össze, és annak chicagói lemezkiadójánál, a Hefty Records-nál jelent meg. 1999-ben felvett egy audiokommentárt a Meglógtam a Ferrarival DVD-kiadásához.

### Filmjeinek jellegzetességei
Hughes filmjeinek többsége Chicago északi részének külvárosaiban játszódik. Bizonyos filmekben a helyszín a kitalált Shermer nevű városka, mely Northbrook egykori nevére Shermerville-re utal. Filmjeinek másik következetesen fennmaradó eleme a popzenei elemek hangsúlyos megjelenése. Gyakran alkalmazott olyan filmes eszközöket mint a negyedik fal áttörése egyes szereplők által; a stáblista közben bevágott jelenetek; nemlineáris montázsok; befagyasztott kép alkalmazása a film végén, a stáblista előtt.

## Magánélete és halála
Feleségével Nancy Ludwiggal a középiskolában ismertek meg és 1970-ben házasodtak össze. Két fiuk, és négy unokájuk született.
2009. augusztus 6-án szívrohamban hunyt el Manhattanben, ahol éppen családját látogatta meg. Azon a reggelen Hughes a manhattani Nyugati 55. utcán érte a szívroham. Az eszméletlen rendezőt a St. Luke's-Roosevelt Kórházba szállították, és később halottá nyilvánították.
Az 59 évesen elhunyt rendezőt augusztus 11-én Chicagóban búcsúztatták, majd a Lake Forest-i temetőben helyezték örök nyugalomra.

## Emlékezete
Az NBC Balfékek című sorozatának pilot epizódját (2009. szeptember 17.) Hughes emlékének szentelték. Az epizódban számos jelenet utal a Nulladik órára, és a végén elhangzik a Don't You (Forget About Me) egyik feldolgozása is. A Tuti gimi 7. évadjának Don't You Forget About Me című része hasonlóan végződik mint a Tizenhat szál gyertya, és Hughes többi filmjére való utalásokat is tartalmaz.
2011-ben a Bob burgerfalodája animációs komédia Sheesh! Cab, Bob? című része ugyancsak a Tizenhat szál gyertya előtt tiszteleg.

### Tisztelgés az Oscar-gálán
2010. március 7-én, a 82. Oscar-gála keretein belül megemlékeztek a nemrégiben elhunyt rendezőről. Az esemény alatt Hughes filmjeiből vetítettek jeleneteket, és az egykori szereplők (Molly Ringwald, Matthew Broderick, Macaulay Culkin, Judd Nelson, Ally Sheedy, Anthony Michael Hall, Jon Cryer) emlékeztek meg a rendezőről és munkásságáról.

### Don't You Forget About Me
A Don't You Forget About Me (Ne felejts el) 2009-es dokumentumfilm, melyben négy kanadai rendező Hughes keresésére indul, miután az 1990-es évek elején kikerült a rivaldafényből. A filmben Hughes egykori szereplői is megszólalnak. A dokumentumfilm címe utalás a Nulladik óra himnuszának is számító Simple Minds dalra.
2007-ben Jaime Clarke szerkesztésében, Ally Sheedy előszavával jelent meg a Don't You Forget About Me című antológia, melyben kortárs írók John Hughes filmjeiről írnak.

## Filmográfia

### Film
| Év   | Magyar cím                                       | Eredeti cím                           | Feladatkör | Feladatkör | Feladatkör | Megjegyzések                                                        |
| Év   | Magyar cím                                       | Eredeti cím                           | Rendező    | Író        | Producer   | Megjegyzések                                                        |
| ---- | ------------------------------------------------ | ------------------------------------- | ---------- | ---------- | ---------- | ------------------------------------------------------------------- |
| 1982 | Haláli buli                                      | National Lampoon's Class Reunion      | Nem        | Igen       | Nem        |                                                                     |
| 1983 | A kispapa                                        | Mr. Mom                               | Nem        | Igen       | Nem        |                                                                     |
| 1983 | Családi vakáció                                  | National Lampoon's Vacation           | Nem        | Igen       | Nem        | a Vacation ’58 című novellája alapján                               |
| 1983 | Kincs a kannibálok szigetén                      | Savage Islands                        | Nem        | Igen       | Nem        |                                                                     |
| 1984 | Tizenhat szál gyertya                            | Sixteen Candles                       | Igen       | Igen       | Nem        |                                                                     |
| 1985 | Nulladik óra                                     | The Breakfast Club                    | Igen       | Igen       | Igen       |                                                                     |
| 1985 | Európai vakáció                                  | National Lampoon's European Vacation  | Nem        | Igen       | Nem        |                                                                     |
| 1985 | Különös kísérlet                                 | Weird Science                         | Igen       | Igen       | Nem        |                                                                     |
| 1986 | Álmodj rózsaszínt                                | Pretty in Pink                        | Nem        | Igen       | Vezető     |                                                                     |
| 1986 | Meglógtam a Ferrarival                           | Ferris Bueller's Day Off              | Igen       | Igen       | Igen       |                                                                     |
| 1987 | Valami kis szerelem                              | Some Kind of Wonderful                | Nem        | Igen       | Igen       |                                                                     |
| 1987 | Repülők, vonatok, automobilok                    | Planes, Trains and Automobiles        | Igen       | Igen       | Igen       |                                                                     |
| 1988 | Drágám, terhes vagyok!                           | She's Having a Baby                   | Igen       | Igen       | Igen       |                                                                     |
| 1988 | A nagy kiruccanás                                | The Great Outdoors                    | Nem        | Igen       | Vezető     |                                                                     |
| 1989 | Belevaló papapótló                               | Uncle Buck                            | Igen       | Igen       | Igen       |                                                                     |
| 1989 | Karácsonyi vakáció                               | National Lampoon's Christmas Vacation | Nem        | Igen       | Igen       | a Christmas ’59 című novellája alapján                              |
| 1990 | Reszkessetek, betörők!                           | Home Alone                            | Nem        | Igen       | Igen       |                                                                     |
| 1991 | Fogd a nőt és ne ereszd!                         | Career Opportunities                  | Nem        | Igen       | Igen       |                                                                     |
| 1991 | Mama pici fia                                    | Only the Lonely                       | Nem        | Nem        | Igen       |                                                                     |
| 1991 | Az agyamra mész!                                 | Dutch                                 | Nem        | Igen       | Igen       |                                                                     |
| 1991 | Huncutka                                         | Curly Sue                             | Igen       | Igen       | Igen       |                                                                     |
| 1992 | Beethoven                                        | Beethoven                             | Nem        | Igen       | Nem        | Edmond Dantès néven                                                 |
| 1992 | Reszkessetek, betörők! 2. – Elveszve New Yorkban | Home Alone 2: Lost in New York        | Nem        | Igen       | Igen       |                                                                     |
| 1993 | Dennis, a komisz                                 | Dennis the Menace                     | Nem        | Igen       | Igen       |                                                                     |
| 1994 | Szabadnapos baba                                 | Baby's Day Out                        | Nem        | Igen       | Igen       |                                                                     |
| 1994 | Csoda New Yorkban                                | Miracle on 34th Street                | Nem        | Igen       | Igen       |                                                                     |
| 1996 | 101 kiskutya                                     | 101 Dalmatians                        | Nem        | Igen       | Igen       |                                                                     |
| 1997 | Flubber – A szórakozott professzor               | Flubber                               | Nem        | Igen       | Igen       |                                                                     |
| 1997 | Reszkessetek, betörők! 3.                        | Home Alone 3                          | Nem        | Igen       | Igen       |                                                                     |
| 1998 | A szerelem rabja (Fogda bújócska)                | Reach the Rock                        | Nem        | Igen       | Igen       |                                                                     |
| 2001 | Reszkess, Amerika!                               | Just Visiting                         | Nem        | Igen       | Nem        |                                                                     |
| 2001 |                                                  | New Port South                        | Nem        | Nem        | Vezető     |                                                                     |
| 2002 | Álmomban már láttalak                            | Maid in Manhattan                     | Nem        | Sztori     | Nem        | Edmond Dantès néven                                                 |
| 2008 | Fúrófej Taylor                                   | Drillbit Taylor                       | Nem        | Sztori     | Nem        | Edmond Dantès néven                                                 |
| 2021 | Reszkessetek, betörők! – Otthon, édes otthon     | Home Sweet Home Alone                 | Nem        | Sztori     | Nem        | posztumusz megjelenés a stáblistán a sztori írójaként tüntették fel |

### Televízió
- 1979: Delta House – író (5 epizód)
- 1983: At Ease – alkotó és tanácsadó (1 epizód)

## Gyakori szereplők
Számos színész többször is feltűnik Hughes különböző filmjeiben. A csúcstartó John Candy, aki mindenkinél többször, nyolc alkalommal játszott Hughes filmjeiben. Gyakori szereplők:
- John Ashton (3 film)
- Macaulay Culkin (4 film)
- Bill Erwin (3 film)
- Anthony Michael Hall (4 film)
- Larry Hankin (3 film)
- John Kapelos (3 film)
- Edie McClurg (5 film)
- Molly Ringwald (3 film)
- William Windom (4 film)

## Könyv
- The National Lampoon Sunday Newspaper Parody (1978) (P. J. O'Rourke-kal közösen)